# Ямакі Ріе
Ямакі Ріе (яп. 山木 里恵; нар. 2 жовтня 1975) — японська футболістка. Вона грала за збірну Японії.

## Клубна кар'єра
У 1989 році дебютувала в «Ніссан». В 1994 року вона перейшла до «Nikko Securities Dream Ladies». В 1999 року вона перейшла до «1. FFC Frankfurt». У 2003 року підписала контракт з клубом «Ohara Gakuen JaSRA». Наприкінці сезону 2004 року вона завершила ігрову кар'єру.

## Виступи за збірну
У червні 1993 року, її викликали до національної збірної Японії на чемпіонат Азії 1993 року. На цьому турнірі, 4 грудня, вона дебютувала в збірній у поєдинку проти Китайського Тайбею. У складі японської збірної учасниця жіночого чемпіонату світу 1995 та 1999 років та Літніх олімпійських ігор 1996 року. З 1993 по 1999 рік зіграла 50 матчів та відзначилася 3-а голами в національній збірній.

## Статистика виступів
| Збірна Японії | Збірна Японії | Збірна Японії |
| Рік           | Матчі         | Голи          |
| ------------- | ------------- | ------------- |
| 1993          | 4             | 0             |
| 1994          | 6             | 0             |
| 1995          | 10            | 0             |
| 1996          | 10            | 0             |
| 1997          | 7             | 2             |
| 1998          | 8             | 1             |
| 1999          | 5             | 0             |
| Загалом       | 50            | 3             |